# Gonystylus reticulatus
Gonystylus reticulatus är en tibastväxtart som först beskrevs av Elm., och fick sitt nu gällande namn av Elmer Drew Merrill. Gonystylus reticulatus ingår i släktet Gonystylus och familjen tibastväxter. Inga underarter finns listade i Catalogue of Life.